# Euphilotes spaldingi
Euphilotes spaldingi är en fjärilsart som beskrevs av Barnes och Mcdunnough 1917. Euphilotes spaldingi ingår i släktet Euphilotes och familjen juvelvingar. Inga underarter finns listade i Catalogue of Life.